# Oldsmobile Model S
La Model S è un'autovettura prodotta dall'Oldsmobile nel 1906. All'epoca era la più grande vettura presente nella gamma Oldsmobile.

## Storia

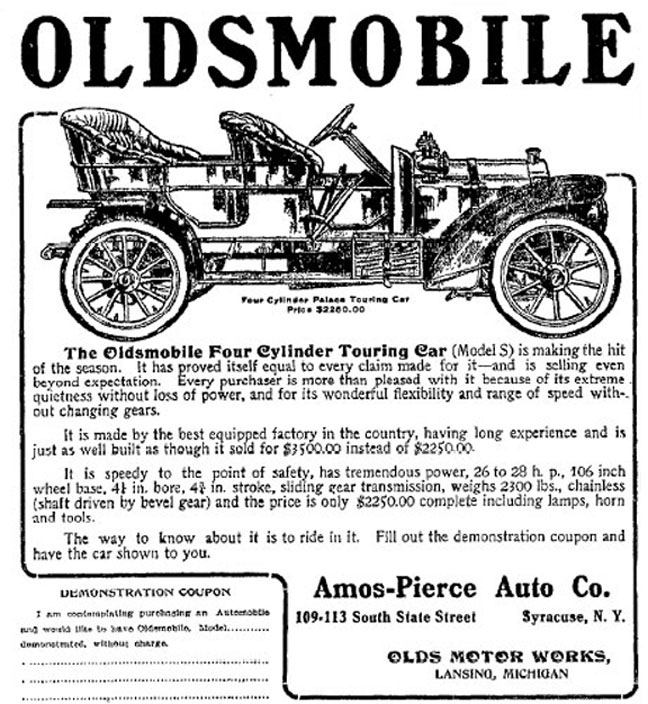
Annuncio della Oldsmobile Model S

Il modello aveva montato un motore a quattro cilindri in linea da 4.417 cm³ di cilindrata che erogava 26-28 CV di potenza.
Il propulsore era anteriore, mentre la trazione era posteriore. Il moto alle ruote posteriori era trasmesso tramite una catena. Il cambio era a tre rapporti con leva collocata a destra del guidatore. Il freno a pedale agiva tramite tamburo sulle ruote posteriori. Era presente anche un freno che operava sull'albero motore. Era offerta con carrozzeria torpedo quattro porte e roadster due porte. Le due versioni erano in vendita a 2.250 dollari.
In totale, del modello ne furono prodotti 1.400 esemplari. Nel 1907 la versione torpedo fu sostituita dalla Model A mentre la roadster venne rimpiazzata dalla Model H.